# Mecolaesthus lemniscatus
Mecolaesthus lemniscatus är en spindelart som först beskrevs av Simon 1894.  Mecolaesthus lemniscatus ingår i släktet Mecolaesthus och familjen dallerspindlar. Inga underarter finns listade i Catalogue of Life.